# Паркер, Тони
Не путать с американским баскетболистом Энтони Паркером
Уи́льям Э́нтони «То́ни» Па́ркер (фр. William Anthony "Tony" Parker; род. 17 мая 1982, Брюгге, Бельгия) — французский профессиональный баскетболист, разыгрывающий защитник. Был выбран под 28-м номером на драфте 2001 года. Чемпион НБА сезонов 2002/03, 2004/05, 2006/07, 2013/14 в составе «Сан-Антонио Спёрс». Чемпион Европы 2013 года в составе национальной команды Франции. В составе «Сан-Антонио Спёрс» участник так называемого «большого трио» (Тим Данкан, Ману Джинобили и Тони Паркер). Член баскетбольного зала славы с 2023 года.
18 июня 2018 года стал первым послом Олимпийских игр 2024 года в Париже.

## Ранние годы
Тони Паркер родился в бельгийском городе Брюгге, но вырос и учился во Франции. Его отец Тони Паркер-старший — бывший профессиональный баскетболист, игравший за команду Чикагского университета Лойолы. Мать Паркера Памела Файрстоун родом из Нидерландов, она профессиональная модель.
Ещё совсем маленьким мальчиком Тони Паркер со свои братьями часто посещали игры своего отца, хотя в тот период Тони не увлекался баскетболом. Его больше привлекал футбол, и ни о какой баскетбольной карьере он и не мечтал. Но после просмотра фильма о Майкле Джордане, он кардинально поменял своё мнение. Он начал активно изучать стратегию игры и занимал себя постоянными тренировками. В итоге Тони добился потрясающих результатов. Паркер стал ключевым разыгрывающим защитником в своей команде. Его начали приглашать различные баскетбольные организации, в их числе был Национальный институт спорта и физического воспитания в Париже. После нескольких игр в непрофессиональной лиге Паркер подписал многообещающий контракт с командой «Paris Basket Racing».
В 2000 году Паркер был приглашен на турнир «Nike Hoop» проходивший в Индианаполисе. Там на глазах у тренеров он соревновался с такими профессионалами как Дариус Майлз, Зак Рэндольф и Омар Кук.

## Карьера

### Клубная карьера
"...когда мы впервые начали с ним работать, мы думали, что он недостаточно сильный игрок и отправили его обратно. Но потом было еще одно собеседование, снова работа... и он был неподражаем в этот раз."
Перед началом драфта 2001 года был приглашен командой «Сан-Антонио Спёрс» для участия в летнем тренировочном лагере. Первый опыт игры был удручающим — на площадку против него вышли скауты команды и бывший игрок Лэнс Бланкс.
Бланкс так превосходил Паркера по игре в защите и физической подготовке, что тренер Грегг Попович был готов отказаться от игрока уже после 10 минут тренировки.
Однако после просмотра кассеты с записью «лучших моментов» игры Паркера Попович решил дать игроку ещё один шанс.
На драфте НБА 2001 года Паркер был выбран командой «Сан-Антонио Спёрс». В 2003, 2005 и 2007,2014 годах команда «Сан-Антонио» выигрывала турнир НБА. В 2007 году Тони Паркер получил титул MVP плей-офф НБА.
Всего провёл в составе «Спёрс» 17 сезонов, сыграв 1198 матчей в регулярных сезонах и 226 матчей в плей-офф. В сезоне 2018/19 после ухода из «Спёрс» сыграл 56 матчей за «Шарлотт Хорнетс».
Сделал за карьеру 7036 результативных передач и входит по этому показателю в топ-20 в истории НБА (лучший среди европейцев). В плей-офф Паркер сделал 1143 передачи и входит в топ-10 по этому показателю (лучший среди всех не американских баскетболистов). Также занимает 10-е место по набранным очкам в плей-офф (4045, первое место среди европейцев).
10 июня 2019 года объявил о завершении карьеры в баскетболе.

### Национальная сборная
За национальную команду Франции Паркер начал выступать на уровне юношеских команд, принимал участие в чемпионате Европы 1997 года среди юношей до 16 лет. Команда заняла лишь четвёртое место. В дальнейшем выступал на чемпионатах Европы 1998 и 2000 годов среди юношей до 18 лет. Также играл на чемпионате Европы 2002 года среди юношей до 20 лет. В 2000 году стал MVP турнира, а сборная стала чемпионом Европы. На турнире Паркер в среднем набирал 14,4 очка и отдавал 2,5 результативных передач. На чемпионате Европы 2002 года Паркер набирал 25,8 очков и отдавал 6,8 передач в среднем за матч.
С национальной командой Франции выступал на Евробаскете 2001, 2003, 2005, 2007, 2009, 2011 и 2013 годов.
На Евробаскете 2005 года команда Франции в матче за третье место победила сборную Испании со счётом 98-68 и завоевала «бронзу». С 2003 года Паркер стал капитаном национальной сборной. Команда Франции приняла участие в чемпионате мира 2006, но Паркер не смог ей помочь, сломав палец в матче против сборной Бразилии. В девяти матчах Евробаскета 2007 года Паркер набирал в среднем 20,1 очко и отдавал 2,8 передачи, но сборная Франции в четвертьфинале проиграла команде России. После травм, полученных в сезоне НБА 2009-10 Паркер принял участие в чемпионате мира 2010 года. На Евробаскете 2011 года сборная Франции дошла до финала, проиграв команде Испании. Также игрок принимал участие в играх сборной на Олимпийском турнире 2012 года в Лондоне. В 2013 году Паркер с национальной командой Франции стал чемпионом Европы.

## Личная жизнь
Тони Паркер был женат на актрисе и модели Еве Лонгории (старше Паркера на 7 лет), известной по роли Габриэль Солис в сериале «Отчаянные домохозяйки». Свадьба состоялась 7 июля 2007 года (07.07.07) в парижской римско-католической церкви XII века Сен-Жермен-Л’осеруа, где в своё время венчались французские короли. 17 ноября 2010 года Лонгория подала на развод из-за «непреодолимых разногласий».
С 1 августа 2014 года женат на журналистке Акселль Франсис с которой встречался 3 года до их свадьбы. 14 ноября 2013 года стало известно, что пара ожидает рождения сына. У супругов есть: сын Джош Паркер (род.30.04.2014).
В 2012 году Паркер и его братья открыли в Сан-Антонио собственный ночной клуб.
В 2014 году Тони Паркер купил контрольный пакет акций клуба АСВЕЛ, базирующегося в Лионе. В 2016 году эта команда стала чемпионом страны.
В марте 2017 года Паркер приобрел ещё один французский баскетбольный клуб, он стал владельцем женского клуба «Лион».
Сыграл роль баскетболиста в фильме «Астерикс на Олимпийских играх».

## Статистика

### Статистика в НБА
| Сезон                                                                                    | Команда     | Регулярный сезон | Регулярный сезон | Регулярный сезон | Регулярный сезон | Регулярный сезон | Регулярный сезон | Регулярный сезон | Регулярный сезон | Регулярный сезон | Регулярный сезон | Регулярный сезон | Серия плей-офф | Серия плей-офф | Серия плей-офф | Серия плей-офф | Серия плей-офф | Серия плей-офф | Серия плей-офф | Серия плей-офф | Серия плей-офф | Серия плей-офф | Серия плей-офф |
| Сезон                                                                                    | Команда     | GP               | GS               | MPG              | FG%              | 3P%              | FT%              | RPG              | APG              | SPG              | BPG              | PPG              | GP             | GS             | MPG            | FG%            | 3P%            | FT%            | RPG            | APG            | SPG            | BPG            | PPG            |
| ---------------------------------------------------------------------------------------- | ----------- | ---------------- | ---------------- | ---------------- | ---------------- | ---------------- | ---------------- | ---------------- | ---------------- | ---------------- | ---------------- | ---------------- | -------------- | -------------- | -------------- | -------------- | -------------- | -------------- | -------------- | -------------- | -------------- | -------------- | -------------- |
| 2001/02                                                                                  | Сан-Антонио | 77               | 72               | 29,4             | 41,9             | 32,3             | 67,5             | 2,6              | 4,3              | 1,2              | 0,1              | 9,2              | 10             | 10             | 34,1           | 45,6           | 37,0           | 75,0           | 2,9            | 4,0            | 0,9            | 0,1            | 15,5           |
| 2002/03                                                                                  | Сан-Антонио | 82               | 82               | 33,8             | 46,4             | 33,7             | 75,5             | 2,6              | 5,3              | 0,9              | 0,0              | 15,5             | 24             | 24             | 33,9           | 40,3           | 26,8           | 71,3           | 2,8            | 3,5            | 0,9            | 0,1            | 14,7           |
| 2003/04                                                                                  | Сан-Антонио | 75               | 75               | 34,4             | 44,7             | 31,2             | 70,2             | 3,2              | 5,5              | 0,8              | 0,1              | 14,7             | 10             | 10             | 38,6           | 42,9           | 39,5           | 65,7           | 2,1            | 7,0            | 1,3            | 0,1            | 18,4           |
| 2004/05                                                                                  | Сан-Антонио | 80               | 80               | 34,2             | 48,2             | 27,6             | 65,0             | 3,7              | 6,1              | 1,2              | 0,1              | 16,6             | 23             | 23             | 37,3           | 45,4           | 18,8           | 63,2           | 2,9            | 4,3            | 0,7            | 0,1            | 17,2           |
| 2005/06                                                                                  | Сан-Антонио | 80               | 80               | 33,9             | 54,8             | 30,6             | 70,7             | 3,3              | 5,8              | 1,0              | 0,1              | 18,9             | 13             | 13             | 36,6           | 46,0           | 22,2           | 81,0           | 3,6            | 3,8            | 1,0            | 0,1            | 21,1           |
| 2006/07                                                                                  | Сан-Антонио | 77               | 77               | 32,5             | 52,0             | 39,5             | 78,3             | 3,2              | 5,5              | 1,1              | 0,1              | 18,6             | 20             | 20             | 37,5           | 48,0           | 33,3           | 67,9           | 3,4            | 5,8            | 1,1            | 0,0            | 20,8           |
| 2007/08                                                                                  | Сан-Антонио | 69               | 68               | 33,5             | 49,4             | 25,8             | 71,5             | 3,2              | 6,0              | 0,8              | 0,1              | 18,8             | 17             | 17             | 38,5           | 49,7           | 35,0           | 75,3           | 3,7            | 6,1            | 0,9            | 0,1            | 22,4           |
| 2008/09                                                                                  | Сан-Антонио | 72               | 71               | 34,1             | 50,6             | 29,2             | 78,2             | 3,1              | 6,9              | 0,9              | 0,1              | 22,0             | 5              | 5              | 36,3           | 54,6           | 21,4           | 71,0           | 4,2            | 6,8            | 1,2            | 0,2            | 28,6           |
| 2009/10                                                                                  | Сан-Антонио | 56               | 50               | 30,9             | 48,7             | 29,4             | 75,6             | 2,4              | 5,7              | 0,5              | 0,1              | 16,0             | 10             | 2              | 33,5           | 47,4           | 66,7           | 59,5           | 3,8            | 5,4            | 0,6            | 0,0            | 17,3           |
| 2010/11                                                                                  | Сан-Антонио | 78               | 78               | 32,4             | 51,9             | 35,7             | 76,9             | 3,1              | 6,6              | 1,2              | 0,0              | 17,5             | 6              | 6              | 36,9           | 46,2           | 12,5           | 75,6           | 2,7            | 5,2            | 1,3            | 0,3            | 19,7           |
| 2011/12                                                                                  | Сан-Антонио | 60               | 60               | 32,1             | 48,0             | 23,0             | 79,9             | 2,9              | 7,7              | 1,0              | 0,1              | 18,3             | 14             | 14             | 36,1           | 45,3           | 33,3           | 80,7           | 3,6            | 6,8            | 0,9            | 0,0            | 20,1           |
| 2012/13                                                                                  | Сан-Антонио | 66               | 66               | 32,9             | 52,2             | 35,3             | 84,5             | 3,0              | 7,6              | 0,8              | 0,1              | 20,3             | 21             | 21             | 36,4           | 45,8           | 35,5           | 77,7           | 3,2            | 7,0            | 1,1            | 0,1            | 20,6           |
| 2013/14                                                                                  | Сан-Антонио | 68               | 68               | 29,4             | 49,9             | 37,3             | 81,1             | 2,3              | 5,7              | 0,5              | 0,1              | 16,7             | 23             | 23             | 31,3           | 48,6           | 37,1           | 72,9           | 2,0            | 4,8            | 0,7            | 0,1            | 17,4           |
| 2014/15                                                                                  | Сан-Антонио | 68               | 68               | 28,7             | 48,6             | 42,7             | 78,3             | 1,9              | 4,9              | 0,6              | 0,0              | 14,4             | 7              | 7              | 30,0           | 36,3           | 0,0            | 58,8           | 3,3            | 3,6            | 0,3            | 0,0            | 10,9           |
| 2015/16                                                                                  | Сан-Антонио | 72               | 72               | 27,5             | 49,3             | 41,5             | 76,0             | 2,4              | 5,3              | 0,8              | 0,2              | 11,9             | 10             | 10             | 26,4           | 44,9           | 25,0           | 85,7           | 2,2            | 5,3            | 0,6            | 0,2            | 10,4           |
| 2016/17                                                                                  | Сан-Антонио | 63               | 63               | 25,2             | 46,6             | 33,3             | 72,6             | 1,8              | 4,5              | 0,5              | 0,0              | 10,1             | 8              | 8              | 26,4           | 52,6           | 57,9           | 100,0          | 2,5            | 3,1            | 0,5            | 0,0            | 15,9           |
| 2017/18                                                                                  | Сан-Антонио | 55               | 21               | 19,5             | 45,9             | 27,0             | 70,5             | 1,7              | 3,5              | 0,5              | 0,0              | 7,7              | 5              | 0              | 13,3           | 37,8           | 0,0            | 71,4           | 0,8            | 1,2            | 0,4            | 0,0            | 6,6            |
| 2018/19                                                                                  | Шарлотт     | 56               | 0                | 17,9             | 46,0             | 25,5             | 73,4             | 1,5              | 3,7              | 0,4              | 0,1              | 9,5              | Не участвовал  | Не участвовал  | Не участвовал  | Не участвовал  | Не участвовал  | Не участвовал  | Не участвовал  | Не участвовал  | Не участвовал  | Не участвовал  | Не участвовал  |
|                                                                                          | Всего       | 1254             | 1151             | 30,5             | 49,1             | 32,4             | 75,1             | 2,7              | 5,6              | 0,8              | 0,1              | 15,5             | 226            | 213            | 34,3           | 46,1           | 30,9           | 73,1           | 2,9            | 5,1            | 0,9            | 0,1            | 17,9           |
| Наведите курсор мыши на аббревиатуры в заголовке таблицы, чтобы прочесть их расшифровку. |             |                  |                  |                  |                  |                  |                  |                  |                  |                  |                  |                  |                |                |                |                |                |                |                |                |                |                |                |

### Статистика в других лигах
| Сезон | Команда   | Лига              | GP | GS | MPG  | FG%  | 3P%  | FT%  | RPG | APG | SPG | BPG | PFL | TOV | PPG  |
| --- | --------- | ----------------- | -- | -- | ---- | ---- | ---- | ---- | --- | --- | --- | --- | --- | --- | ---- |
| 2011/12 | Все клубы | Все лиги          | 8  | 8  | 31,4 | 48,0 | 45,5 | 75,9 | 4,9 | 6,1 | 1,6 | 0,0 | 1,8 | 1,9 | 22,0 |
| 2011/12 | АСВЕЛ     | Чемпионат Франции | 7  | 7  | 30,6 | 46,2 | 41,4 | 72,7 | 4,9 | 6,3 | 1,7 | 0,0 | 1,6 | 2,0 | 20,3 |
| 2011/12 | АСВЕЛ     | Кубок Европы      | 1  | 1  | 37,4 | 57,9 | 75,0 | 90,0 | 5,0 | 5,0 | 1,0 | 0,0 | 3,0 | 1,0 | 34,0 |
| Всего | Всего     | Всего             | 8  | 8  | 31,4 | 48,0 | 45,5 | 75,9 | 4,9 | 6,1 | 1,6 | 0,0 | 1,8 | 1,9 | 22,0 |
| Наведите курсор мыши на аббревиатуры в заголовке таблицы, чтобы прочесть их расшифровку Статистика приведена с сайта basketball.realgm.com |           |                   |    |    |      |      |      |      |     |     |     |     |     |     |      |